# Sender Wakarel
Der Sender Vakarel (bulgarisch Предавател Вакарел/Predawatel Wakarel) ist eine ehemalige große Sendeanlage für Lang- und Mittelwelle in der Nähe von Wakarel in Bulgarien. Der Sender Vakarel verfügte über einen "zigarrenförmigen" 215 Meter hohen Sendemast (Blaw-Knox-Sendeturm).
Der zigarrenförmige Sendemast des Senders Vakarel wurde 1937 errichtet. Er war bis zu seinem Abriss am 16. September 2020 der zweithöchste Blaw-Knox-Sendemast der Welt.
Nachdem der Mittelwellensender bereits einige Jahre zuvor stillgelegt wurde, wurde auch der Langwellensender, der den Blaw-Knox-Sendeturm als Antenne verwendete aufgrund von Einsparungsmaßnahmen am 31. Dezember 2014 um 24 Uhr Ortszeit (23 Uhr MEZ) abgeschaltet. Der Langwellensender übertrug zuletzt das erste Programm des bulgarischen Rundfunks, Radio Horizont auf der Frequenz 261 kHz mit 75 kW Sendeleistung.